# Richard L. Bare
Richard L. Bare est un réalisateur, scénariste, producteur de cinéma et monteur américain né le 12 août 1913 à Modesto en Californie et mort le 28 mars 2015 à Newport Beach également en Californie.

## Filmographie

### comme réalisateur
- 1942 : So You Want to Give Up Smoking
- 1942 : So You Think You Need Glasses
- 1945 : So You Think You're Allergic
- 1946 : So You Want to Play the Horses
- 1946 : So You Want to Keep Your Hair
- 1946 : So You Think You're a Nervous Wreck
- 1947 : So You're Going to Be a Father
- 1947 : So You Want to Be in Pictures
- 1947 : So You're Going on a Vacation
- 1947 : So You Want to Be a Salesman
- 1947 : So You Want to Hold Your Wife
- 1948 : So You Want an Apartment
- 1948 : So You Want to Be a Gambler
- 1948 : So You Want to Build a House
- 1948 : So You Want to Be a Detective
- 1948 : So You Want to Be in Politics
- 1948 : Smart Girls Don't Talk (en)
- 1948 : So You Want to Be on the Radio
- 1949 : So You Want to Be a Baby-Sitter
- 1949 : La Sirène des bas-fonds (Flaxy Martin)
- 1949 : So You Want to Be Popular
- 1949 : So You Want to Be a Muscle Man
- 1949 : So You're Having In-Law Trouble
- 1949 : The House Across the Street (en)
- 1949 : So You Want to Get Rich Quick
- 1949 : So You Want to Be an Actor
- 1950 : The Grass Is Always Greener
- 1950 : So You Want to Throw a Party
- 1950 : So You Think You're Not Guilty
- 1950 : Le Cavalier au masque (en) (Return of the Frontiersman)
- 1950 : This Side of the Law (en)
- 1950 : So You Want to Hold Your Husband
- 1950 : So You Want to Move
- 1950 : So You Want a Raise
- 1950 : So You're Going to Have an Operation
- 1951 : So You Want to Be a Handyman
- 1951 : The Screen Director
- 1951 : So You Want to Be a Cowboy
- 1951 : So You Want to Be a Paperhanger
- 1951 : So You Want to Buy a Used Car
- 1951 : So You Want to Be a Bachelor
- 1951 : So You Want to Be a Plumber
- 1952 : So You Want to Get It Wholesale
- 1952 : Gang Busters (série TV)
- 1952 : So You Want to Enjoy Life
- 1952 : So You're Going to a Convention
- 1952 : So You Never Tell a Lie
- 1952 : So You're Going to the Dentist
- 1952 : Doc Corkle (en) (série TV)
- 1952 : So You Want to Wear the Pants
- 1953 : So You Want to Be a Musician
- 1953 : So You Want to Learn to Dance (en)
- 1953 : So You Want a Television Set
- 1953 : So You Love Your Dog
- 1953 : So You Think You Can't Sleep
- 1953 : Prisoners of the Casbah (en)
- 1953 : So You Want to Be an Heir
- 1950 : Hurricane at Pilgrim Hill (en)
- 1954 : So You're Having Neighbor Trouble
- 1954 : So You Want to Be Your Own Boss
- 1954 : So You Want to Go to a Nightclub
- 1954 : So You Want to Be a Banker
- 1954 : So You're Taking in a Roomer
- 1954 : So You Want to Know Your Relatives
- 1955 : So You Don't Trust Your Wife
- 1955 : So You Want to Be a Gladiator
- 1955 : So You Want to Be on a Jury
- 1955 : So You Want to Build a Model Railroad
- 1955 : So You Want to Be a V.P.
- 1955 : So You Want to Be a Policeman
- 1956 : Border Showdown
- 1956 : The Storm Riders
- 1956 : The Outlanders
- 1956 : So You Think the Grass Is Greener
- 1956 : So You Want to Be Pretty
- 1956 : So You Want to Play the Piano
- 1956 : So Your Wife Wants to Work
- 1957 : The Travellers
- 1957 : Le Vengeur (Shoot-Out at Medicine Bend)
- 1957 : Sugarfoot (série TV)
- 1957 : Maverick (série TV)
- 1957 : Colt .45 (en) (série TV)
- 1958 : 77 Sunset Strip (série TV)
- 1958 : Le Témoin dangereux (en) (Girl on the Run)
- 1960 : This Rebel Breed (en)
- 1960 : The Islanders (série TV)
- 1962 : You're Only Young Once (TV)
- 1962 : Le Virginien ("The Virginian") (série TV)
- 1963 : Petticoat Junction (en) ("Petticoat Junction") (série TV)
- 1968 : I Sailed to Tahiti with an All Girl Crew (en)
- 1969 : Pioneer Spirit (TV)
- 1970 : Nanny et le professeur (en) ("Nanny and the Professor") (série TV)
- 1973 : Wicked, Wicked (en)
- 1973 : Faraday and Company (série TV)

### comme Scénariste
- 1939 : Two Gun Troubador (en) de Raymond K. Johnson
- 1942 : So You Want to Give Up Smoking
- 1942 : So You Think You Need Glasses
- 1945 : So You Think You're Allergic
- 1946 : So You Want to Play the Horses
- 1946 : So You Want to Keep Your Hair
- 1946 : So You Think You're a Nervous Wreck
- 1947 : So You're Going to Be a Father
- 1947 : So You Want to Be in Pictures
- 1947 : So You're Going on a Vacation
- 1947 : So You Want to Be a Salesman
- 1947 : So You Want to Hold Your Wife
- 1948 : So You Want an Apartment
- 1948 : So You Want to Be a Gambler
- 1948 : So You Want to Build a House
- 1948 : So You Want to Be a Detective
- 1948 : So You Want to Be in Politics
- 1948 : So You Want to Be on the Radio
- 1949 : So You Want to Be a Baby-Sitter
- 1949 : So You Want to Be Popular
- 1949 : So You Want to Be a Muscle Man
- 1949 : So You're Having In-Law Trouble
- 1949 : So You Want to Get Rich Quick
- 1949 : So You Want to Be an Actor
- 1950 : So You Want to Throw a Party
- 1950 : So You Think You're Not Guilty
- 1950 : So You Want to Hold Your Husband
- 1950 : So You Want to Move
- 1950 : So You Want a Raise
- 1950 : So You're Going to Have an Operation
- 1951 : So You Want to Be a Handyman
- 1951 : The Screen Director
- 1951 : So You Want to Be a Cowboy
- 1951 : So You Want to Be a Paperhanger
- 1951 : So You Want to Buy a Used Car
- 1951 : So You Want to Be a Bachelor
- 1951 : So You Want to Be a Plumber
- 1952 : So You Want to Get It Wholesale
- 1952 : So You Want to Enjoy Life
- 1952 : So You're Going to a Convention
- 1952 : So You Never Tell a Lie
- 1952 : So You're Going to the Dentist
- 1952 : So You Want to Wear the Pants
- 1953 : So You Want to Be a Musician
- 1953 : So You Want to Learn to Dance (en)
- 1953 : So You Want a Television Set
- 1953 : So You Love Your Dog
- 1953 : So You Think You Can't Sleep
- 1953 : So You Want to Be an Heir
- 1954 : So You're Having Neighbor Trouble
- 1954 : So You Want to Be Your Own Boss
- 1954 : So You Want to Go to a Nightclub
- 1954 : So You Want to Be a Banker
- 1954 : So You're Taking in a Roomer
- 1954 : So You Want to Know Your Relatives
- 1955 : So You Don't Trust Your Wife
- 1955 : So You Want to Be a Gladiator
- 1955 : So You Want to Be on a Jury
- 1955 : So You Want to Build a Model Railroad
- 1955 : So You Want to Be a V.P.
- 1955 : So You Want to Be a Policeman
- 1956 : So You Think the Grass Is Greener
- 1956 : So You Want to Be Pretty
- 1956 : So You Want to Play the Piano
- 1956 : So Your Wife Wants to Work
- 1968 : I Sailed to Tahiti with an All Girl Crew (en)
- 1973 : Wicked, Wicked (en)

### comme producteur
- 1942 : So You Think You Need Glasses
- 1952 : Gang Busters (série télévisée)
- 1952 : So You Want to Enjoy Life
- 1955 : So You Want to Be a Gladiator
- 1956 : So You Think the Grass Is Greener
- 1956 : So Your Wife Wants to Work
- 1962 : You're Only Young Once (TV)
- 1968 : I Sailed to Tahiti with an All Girl Crew (en)
- 1973 : Wicked, Wicked (en)